# 夜型人間
夜型人間（よるがたにんげん）は2007年4月13日から2010年3月19日までテレビ新広島で放送されていた、深夜のローカルバラエティ番組。放送時間は毎週金曜日25:05 - 26:00。
初期はオトナのトークバラエティと題して語り合う番組だったが、2007年10月からは石橋竜史と土手香那子を軸にロケを中心にゲームや企画をやる路線に変更。

地上デジタル放送が2006年10月1日に開始以降もSD画質の4:3放送が続いたが、2010年2月12日放送分から一部のコーナーのみハイビジョン制作に移行。

2010年3月19日で本番組が終了したことに伴い、『道楽のココロ』時代から続いていたローカルバラエティ枠は一旦廃止されたが、2012年1月20日開始の『アンリちゃんの執事』で同枠が復活した。

## 放送時間
- 本放送 : 毎週金曜日 25:05 - 26:00
- 再放送 : 毎週火曜日 25:00 - 25:55

## 歴史

### 2007年4月13日 - 9月21日
白井くみことまんみつは前番組（「Local★STAR ひらめっ娘学園」）から引き続きレギュラー出演していた。
大学教授やホスト、OLなど広島を拠点に活躍する様々な職業のオトナ達が、おおっぴらには語れない恋愛模様や結婚の話を赤裸々に喋り倒していた。そんな男女のホンネを赤裸々に語り明かす大人の放課後トークバラエティーであったが、7月頃から徐々にスタジオ収録から屋外・屋内のロケーション撮影による企画が主体になっていった。

### 2007年10月12日 - 2009年3月13日
2週間の休止を挟みリニューアル、この回から全く違う番組スタイルに変更された。主な企画は「ひろしまビンゴ」、「ひろしまトレジャー」などの対決。
2009年3月13日放送分ではバーゲルアナの卒業、それ以外で番組内では発表されなかったものの、ボールボーイと熊本リカもレギュラー降板となった。

### 2009年4月10日 - 2010年3月19日
3週間の休止を挟み再びリニューアル、新レギュラーに土手香那子を加入、不定期にゲストを何人か登場させる形式となった。

## 出来事

### 2009年
- 3月6日 番組で着用されている赤白ラグランの半袖TシャツがHP上で販売開始。デザインは出演者が着ているものと同じだが、胸には視聴者の「視」がプリントされているという違いがある。
- 6月12日 「100回記念スペシャル」前編。番組通算100回を目前に番組開始時から唯一のレギュラーの石橋の苦労を報いようと、臨時MCに大松しんじを迎え、あの手この手のおもてなし大作戦を実行。「高い車に乗りたい」の願いに応えて、番組側は大型クレーンを用意し、石橋を乗せた。
- 6月19日 「100回記念スペシャル」後編、この回で100回目。残る2つの「音楽的な活動がしたい」「普段食べられないような物を食べたい」の願いを叶い、最後には本当のサプライズが用意された。

### 2010年
- 2月5日 「ウワサの真相2010」（＃128）で番組が3月19日で終了決定することが発表された。
- 2月12日 この週（＃129）からハイビジョン制作（ただし、「電車スゴロク」以外のパートは4:3制作のまま）。
- 3月12日 番組終了を発表して以降、視聴率が好調。[2]
- 3月19日 「今夜が見納め!! ～でも、ボク達まだまだ頑張れますSP～」（＃134）と題し、3年間の名場面を振り返る。

## 出演者
2007年10月以降は番組特製衣装を着用。夏はTシャツか長袖Tシャツ、冬はパーカーにそれぞれ胸に漢数字がプリントされている。
石橋竜史（壱）
ローカルタレント。主な仕事はサンフレッチェ広島のスタジアムDJ。
土手香那子（九）
ローカルタレント、1978年5月14日生まれ、初登場は2009年4月10日放送分。
主な出演番組：『KEN-JIN』（中国放送）

### 不定期
あかぼし☆こぼし（小法師秀暁（八）・赤星亨（七））
2008年10月10日から加入。
当初は「夜型食堂」コーナーのみしか登場していなかったが、12月19日放送分（＃79 日清食品×夜型人間 コラボCMを作ろう）から初めてロケの方にも参加した。
2009年4月以降は小法師が参、赤星が四のパーカーを着用する場合あり。
あや
現役女子大生。1989年生まれ。
2009年4月17日の『カストリ番長の華麗なる週末』で「あやか」名義として初登場。
4月24日放送分の『わらしべトレイン』（＃92）からは「あや」名義で不定期に出演。
予想不可能な言動をすることから「爆弾娘」の異名がつく。
えみ
現役女子大生。1988年5月3日生まれ。
2009年7月3日初登場。
永山安子
通称「ミキティ」
大松しんじ
まなみのりさ
フロントライン（よしもとクリエイティブ・エージェンシー広島事務所）

## ナレーション
- 棚田徹
- 天野陽子

2007年9月21日までは「ふたりごはん」以外のVTRナレーションを担当していた(この時に一度降板)。現在は｢カストリ番長の華麗なる週末｣のコーナーで映画･DVD紹介のナレーションを担当。2009年5月29日放送分ではカストリ番長の会話相手として画面にも登場した。
※なお、深井瞬アナウンサーがナレーションを務めた回もある(棚田アナが番組出演の場合など)。

## 過去の出演者
- 白井くみこ（タレント、ナレーター）
- けい（一般ギャル）
- 七神聖（ななみ さとし/ホスト）
- 河口和也（広島修道大学教授）
- ランス39号（よしもとクリエイティブ・エージェンシー広島事務所）

※いずれも2007年9月21日で降板
林由里子（伍）
元テレビ宮崎アナウンサー、2008年4月11日放送分の「逃亡者」でまんみつとのレギュラー争奪戦に勝ち、同月18日から正式に加入（『デジ生!バなな調査団』(2008年1月 - 3月)以来のレギュラー出演）。
同年9月26日の放送で降板。
バーゲル・ルミ（弐）
TSSアナウンサー。入社2年目で初のローカル深夜番組を担当。
2009年3月13日放送分で番組を降板。
ボールボーイ
佐竹佑一（参）・横山貴規（四）
よしもとクリエイティブ・エージェンシー広島事務所所属。2007年10月13日放送分のリニューアルから正式にレギュラーとして加入。2007年4月13日 - 7月6日までは「ふたりごはん」のコーナーに登場していた。
2009年3月13日を最後に出演していなかったが、2009年11月6日放送の「アサヒビール×夜型人間のコラボCMを作ろう!」で約8か月ぶりに出演した。
熊本リカ(六)
2008年10月10日から加入。『Local★STAR ひらめっ娘学園』（当時の名義は"ヤマンバ"）終了以来1年半ぶりに登場。衣装の漢数字は降板した林の「伍」は受け継いでいない。
2009年3月13日放送分で降板。

### 過去のコーナー出演者
※2人は2007年10月13日放送分から2008年3月14日まで「ケータイバックパッカーズ」に出演していた
鎌田有紀
2007年4月から9月まではCM明けとエンディングの映像に登場、店のカウンター内でその週に放送された番組の音声を聞きながら客を待つ。
「ケータイバックパッカーズ」では「カマタ」というクレジットの名義で登場していた。
久彌繁
楽珍トリオのリーダー。WAHAHA本舗所属、奈良県出身。本名は桝崎徹。
カマタのパートナー。

## コーナー
ここでは本編ロケとの間に挟まれるコーナーを紹介。

### 夜型食堂
話題の人・モノ・事柄などの旬のネタを夜型流にノリと勢いだけで 美味しく「料理」するコーナー。

### カストリ番長の華麗なる週末
映画紹介コーナー。新作映画、カストリ番長がオススメするDVDを紹介するコーナー。主にテーマやナビゲーターは永遠の映画少年・カストリ番長（パペット人形、声の主は男性ディレクターだと思われるが詳細不明）が担当している。
＃24からはバーゲルと番長の2人で映画と番長がオススメするDVDを紹介する方式になった。それに伴い、スタジオ収録から屋内・屋外でロケを行うようになったため、そのロケ地は毎回変わっていた（＃30からは店側が提供されたロケ地で進行、＃37からは「会社を自慢したい方」の募集もあった）。
バーゲルが2009年3月で降板後は4月10日放送分からは毎週違う女性が登場、番長とトークを繰り広げる形にリニューアルした。

## ロケーション
2007年10月以降は様々な企画のロケが行われ、それらは定期的なものからそうでないものまで様々。

## 終了コーナー

### ふたりごはん
吉本興業のボールボーイがラブラブな幸せカップルのところに出向いて行ってそのカップルの美味しいご飯をおすそ分けするコーナー。Draft one（ドラフトワン）との愛称ぴったりな料理ドラフード（名称通り提供クレジットには表記されていないもののサッポロビールが提供している）で美味しい料理を大好きな人との幸せな食卓で食べる（紹介された料理のレシピは番組ホームページでチェックできる）。ナレーションは棚田徹、料理の監修者はイタリア料理教室「la mano」（ラマーノ）の木村真美。7月6日放送分で最終回になった。

### オトメのイキる道
オトメ（女性）の悩みをFOMA中継を利用して開運アドバイザーのやよい先生に相談して解決するコーナー。相談内容の再現イラスト中にかかるBGMは「花の子ルンルン」。9月22日放送分で終了した。

### オトナ白書
視聴者からの意見を募集して人前では言えないホンネのトークを番組公式サイトにあるオトナのアンケートに記入する。アンケートの結果は番組の中と番組公式サイトで紹介される（行なわれたテーマついては下記の「テーマ」を参照）。
- きになるボード

気になるテーマをインターネットや雑誌など様々なメディアから集めたハート型のボードの名称。その吊るされた気になるキーワードをバーゲルが取って1つずつピックアップしていく。キーワードは5つありそのワードは週によって変わる。

### 僕らの映画を守ろうキャンペーン
2007年8月30日に施行した「映画盗撮防止法」に伴い「夜型」でも映画の海賊版撲滅を訴える。そのための映画館内での盗撮防止を呼び掛けるキャンペーンをカストリ番長らが短編VTRを作成。
そのオリジナル広報VTRが完成されたことが同年12月15日の放送分で発表され、広島バルト11（イオンモール広島府中ソレイユ内）のみで12月15日から2008年1月18日まで約1か月間劇場ロビーで終日上映される。

#### 出演者
- 石橋竜史
- ボールボーイ
- 森本久美子
- ゆうか

#### 特別出演・友情出演
- メアリー・リン・ライスカブ（クロエ・オブライエン役）
- 柳沢慎吾
- 梅垣義明

など

### ケータイバックパッカーズ
歌手修行中のカマタ（鎌田有紀、広島出身東京在住/上京3年目）と久彌繁（楽珍トリオ）がケータイを持って気になる東京名所のスポットを巡る。2008年3月14日放送分の港区お台場の回でコーナー終了。

## スタッフ
- ディレクター：関口寛之、下岡香織
- プロデューサー：満田直美、清水正義
- 製作：テレビ新広島